# دره‌باغ (کوهرنگ)
دره‌باغ روستایی است در شهرستان کوهرنگ، بخش بازفت، استان چهارمحال و بختیاری.